# ヴィルヘルム・ヌセルト
エルンスト・クラフト・ヴィルヘルム・ヌセルト（Ernst Kraft Wilhelm Nußelt、1882年11月25日 - 1957年9月1日）は、ドイツの物理学者、工学者。伝熱の分野で研究を行った。無次元量のヌセルト数に名前が残っている。
ニュルンベルクに生まれた。1920年から1925年までカールスルーエ工科学校で、1925年からミュンヘン工科大学で教授を務めた。ミュンヘンで死去。